# Gilberto Oliveira Souza Júnior
Gilberto Oliveira Souza Júnior, auch Gilberto genannt, (* 5. Juni 1989 in Piranhas, AL) ist ein brasilianischer Fußballspieler. Er wird auf der Position eines Stürmers eingesetzt.

## Karriere
Gilberto startete unter anderem im Nachwuchsbereich des Santa Cruz FC. Hier schaffte er 2009 den Sprung in den Profikader. Zur Saison 2010 wurde er an den Vera Cruz FC ausgeliehen. Mit diesem bestritt er in der Staatsmeisterschaft von Pernambuco 18 Spiele und erzielte zwölf Tore.
Nach der Austragung der Staatsmeisterschaft 2011 wurde der Wechsel von Gilberto zu SC Internacional bekannt. Ein zeitgleiches Angebot von Corinthians São Paulo schlug der Santa Cruz aus, weil Internacional eine 50 % höhere Ablösesumme zahlte. Der Kontrakt erhielt eine Laufzeit über drei Jahre. Er kam in der Série A 2011 noch zu 13 von 38 möglichen Einsätzen (ein Tor). In die Saison 2012 startete Gilberto zunächst mit Internacional in der Staatsmeisterschaft und gab sein Debüt auf internationaler Klubebene. In der Copa Libertadores 2012 im dritten Gruppenspiel zuhause traf Internacional auf Club The Strongest. In dem Spiel wurde Gilberto in der 77. Minute eingewechselt. Im Rückspiel gegen den Klub erzielte Gilberto sein erstes Tor auf der Ebene. Nachdem er am ersten Spieltag der Série A 2012 noch nicht im Kader stand, lief er vom zweiten bis vierten in der Anfangsformation auf. Spieltag fünf bis sieben kam er nur noch von der Bank aus zu Einsätzen. Danach wurde er für den Rest der Meisterschaft ausgeliehen.
Er kam zum Ligakonkurrenten Sport Recife. Für Sport startete er in allen 31 verbliebenen Spielen der Saison, davon 19 Mal in der Startelf, und erzielte acht Tore. Nach Beendigung der Meisterschaft kehrte Gilberto wieder zu Internacional zurück.
Das 2013 lief wie die vorherige Saison. Gilberto bestritt die Staatsmeisterschaft für Internacional und startete in die Série A 2013 mit dem Klub. Kurz nach Beginn des Wettbewerbs wurde er wieder ausgeliehen. Er kam zu Portuguesa. Am Ende der Saison verließ Gilberto Klub und Land.
Er unterzeichnete einen Kontrakt in Kanada beim Toronto FC. Nach Aussagen des Generalmanagers hatte Gilberto auch Angebote aus Mexiko, Deutschland und anderen Ländern. Die Ablösesumme betrug drei Millionen kanadische Dollar. In seiner ersten Spielzeit bei dem Klub erzielte er in der Major League Soccer 2014 das schönste Tor.
Im Februar 2015 verließ Gilberto Toronto Richtung Heimat. Er wurde bis Ende des Jahres an den CR Vasco da Gama in Rio de Janeiro ausgeliehen. Mit dem Klub konnte Gilberto die Staatsmeisterschaft von Rio de Janeiro 2015 gewinnen. Auch in der Meisterschaft 2015 lief Gilberto regelmäßig auf, zumeist auch in der Anfangsformation. Dieses änderte sich mit Eintreffen des neuen Trainers Celso Roth. Bei diesem spielte er fortan nur noch eine untergeordnete Rolle, woraufhin er im Juli des Jahres den Klub verließ.
Gilberto verließ nicht nur den Klub, sondern auch das Land wieder. Aufgrund seiner Erfahrungen in Toronto, erhielt er einen neuen Vertrag bei Chicago Fire (MLS). In seinen noch zehn Spielen in der Major League Soccer 2015 erzielte er fünf Tore, dabei zwei in einem Spiel gegen seinen alten Klub aus Toronto. Zwei Monate nach Beginn der MLS 2016 bahnte sich das nächste Leihgeschäft für Gilberto an.
Es ging wieder nach Brasilien. Gilberto folgte einem Angebot des FC São Paulo. Der Kontrakt erhielt eine Laufzeit bis Ende 2017. Im Wesentlichen fungierte Gilberto bei dem Klub als Reservespieler. Wettbewerbsübergreifend stand er in 52 Spielen 14 Mal in der Startelf und erzielte insgesamt 15 Tore. Bei dem Klub blieb er bis Vertragsende.
Ende Januar 2018 gab der türkische Klub Yeni Malatyaspor bekannt, Gilberto verpflichtet zu haben. Nach Abschluss der Süper Lig 2017/18 verließ Gilberto den Klub wieder. Er unterzeichnete einen neuen Vertrag beim EC Bahia. Mit dem Klub gewann er die Staatsmeisterschaft von Bahia 2019 und wurde im Copa do Nordeste 2019 Torschützenkönig. Im Mai 2021 konnte Gilberto mit Bahia die Copa do Nordeste 2021 gewinnen und wurde wieder Torschützenkönig. Nach Abschluss der Série A 2021, in der er 35 von 38 möglichen Partien bestritt und mit 15 Toren zweitbester Torschütze wurde, endete Gilbertos Vertrag mit Bahia zum 31. Dezember 2021.
Anfang des Jahres 2022 wurde dann sein Wechsel zum al-Wasl aus den VAE bekannt gegeben. Der Kontrakt erhielt eine Laufzeit bis Juni 2023. Gilberto wechselte im Januar 2023 vorzeitig in seine Heimat, wo er beim Cruzeiro EC einen Kontrakt bis Jahresende 2024 erhielt. Bereits am Jahresende verließ Gilberto den Klub wieder, nachdem sein Vertrag aufgelöst wurde. Er wechselte zum EC Juventude. Bei dem Klub aus Caxias do Sul erhielt er einen Kontrakt bis zum Ende der Série A 2024 im Dezember des Jahres.

## Erfolge
Santa Cruz
- Staatsmeisterschaft von Pernambuco: 2011

Internacional
- Staatsmeisterschaft von Rio Grande do Sul: 2012, 2013

Vasco da Gama
- Staatsmeisterschaft von Rio de Janeiro: 2015

Bahia
- Staatsmeisterschaft von Bahia: 2019
- Copa do Nordeste: 2021

## Auszeichnungen
- Staatsmeisterschaft von Pernambuco – Bester Angreifer: 2011
- Bester Spieler Série A 2013: 24. Spieltag, 26. Spieltag
- Major League Soccer: 2014 schönstes Tor
- Staatsmeisterschaft von São Paulo Torschützenkönig: 2017 (9 Tore)
- Copa do Nordeste Torschützenkönig: 2019 (8 Tore), 2021 (8 Tore)